# Elena Favilli
Elena Favilli (Loro Ciuffenna, 1982) es una escritora y empresaria italiana, licenciada en semiótica por la universidad de Bolonia (Italia) que además estudió periodismo digital en U.C. Berkeley. Es la cocreadora de "Cuentos de buenas noches para niñas rebeldes", que ha batido récords en el sitio web de micromecenazgo Kickstarter para publicaciones literarias. Favilli ha escrito para la revista Colors, McSweeney's, RAI, Il Post, y La Repubblica, y ha administrado redacciones digitales a nivel mundial. En 2011 Favilli fundó Timbuktu Labs con Francesca Cavallo, Timbuktu Labs publica una revista infantil para iPads, también llamada Timbuktu.
La revista iPad Timbuktu (producida por Timbuktu Labs) presenta las noticias a los niños como una forma de entretenimiento. La revista utiliza imágenes de colores, lenguaje fácil de leer y sonido para atraer a los niños, y lee el desplazamiento de arriba hacia abajo en comparación con el estilo tradicional de cambio de página de una revista.
El primer volumen de "Cuentos de buenas noches para niñas rebeldes" se publicó en 2016, y desde entonces se ha traducido a más de 30 idiomas.

## Trabajos
- Cuentos de buenas noches para niñas rebeldes. Volumen 1 y 2
- Favilli, Elena (28 de febrero de 2015). «Silicon valley is more Flintstones than Jetsons when it comes to women | Elena Favilli». The Guardian.
- Cavallo, Francesca; Favilli, Elena (13 de abril de 2017). «Sexist stories keep girls down. A new kind of heroine can set them free | Francesca Cavallo and Elena Favilli». The Guardian.